# Gare de Samer
Gare de Samer vasútállomás Franciaországban, Samer településen.

## Vasútvonalak
Az állomást az alábbi vasútvonalak érintik:
- Saint-Omer à Hesdigneul-vasútvonal

## Kapcsolódó állomások
A vasútállomáshoz az alábbi állomások vannak a legközelebb: